# Округ Плзењ-север
Округ Плзењ-север (чеш. Okres Plzeň-sever) је округ у Плзењском крају, у Чешкој Републици. Административно средиште округа је град Плзењ.

## Становништво
Према подацима о броју становника из 2012. године округ је имао 75.718 становника.